# Véronique Selleret
Véronique Selleret est une artiste plasticienne française contemporaine. Elle défend un art ludique où l'humour et la couleur sont toujours présents. Son œuvre hétéroclite, notamment sculptures et installations, repose sur le détournement, préférant la récupération à la production, le PVC au bronze, l'adhésif à la peinture, elle questionne ainsi la matière, son utilisation dans l'art, son statut dans la société.

## Biographie
Après des études à Bordeaux dans les années 1970, Véronique Selleret se lance dans un long périple à travers le monde. Pendant cinq ans, la jeune diplômée des Beaux-Arts part à la découverte du Moyen-Orient, de l'Asie du Sud-Est, du Japon puis de la Californie.
À son retour, elle s'engage dans la voie du stylisme et entame une carrière internationale en 1982 avec une exposition chez Bloomingdale's, à New York. Sélectionnée pour les "Nouveaux Talents" en 1983-1984 du groupe des Halles au salon du prêt-à-porter de Paris, elle obtient une bourse du ministère de la Culture pour un séjour d'un an à Milan, puis réalise simultanément défilés de mode, scénographies et expositions. On la retrouve alors au musée des arts décoratifs de Bordeaux, à la foire internationale d'art contemporain de Nice, au Grand Palais, au centre Beaubourg ou au musée des arts décoratifs de Paris.
À la fin des années 1980, Véronique Selleret se fixe à La Rochelle et son travail s'oriente davantage vers la sculpture, les installations plastiques ou la scénographie. Elle inaugure en 1989 une collaboration avec le salon Vinexpo de Bordeaux, réalisant à chaque fois des œuvres monumentales sur plusieurs centaines de mètres carrés et reçoit des commandes d'entreprises. À partir de 1991 et jusqu'en 2003, elle conçoit l'affiche et les installations de la Foire écologique d'Aytré. Elle effectue de nombreuses interventions dans l'espace public : on fait appel à elle pour de grands évènements locaux ou nationaux : la Foire internationale de Bordeaux, le Millénaire de La Rochelle ou le 400e anniversaire du Québec. Elle réalise la scénographie d'opéras, de pièces de théâtre ou de manifestations culturelles. En parallèle, les installations et expositions se succèdent, d'une exposition de sculptures à Budapest aux six tonnes de coques bleues déversées dans la Corderie royale de Rochefort, en passant par une exposition personnelle "Facilement inflammable" à l'espace d'art contemporain de La Rochelle. 
Depuis 1992, Véronique Selleret consacre une part importante de son travail aux interventions artistiques en milieu scolaire, de la maternelle à l'université, initiant des générations de jeunes picto-charentais à la pratique d'une expression plastique et à la curiosité pour l'art.

## Sources
1. ↑  curriculum vitæ de Véronique Selleret sur son blog
2. ↑  parcours de l'artiste sur le site de la scène nationale du Moulin du Roc
3. ↑  400e anniversaire du Québec
4. ↑  opéra Carmen
5. ↑  spectacle La Plus belle du monde
6. ↑  critique de l'exposition facilement inflammable
7. ↑  travail avec des scolaires à St Jean d'Angely